# Selimiye-Moschee Lünen

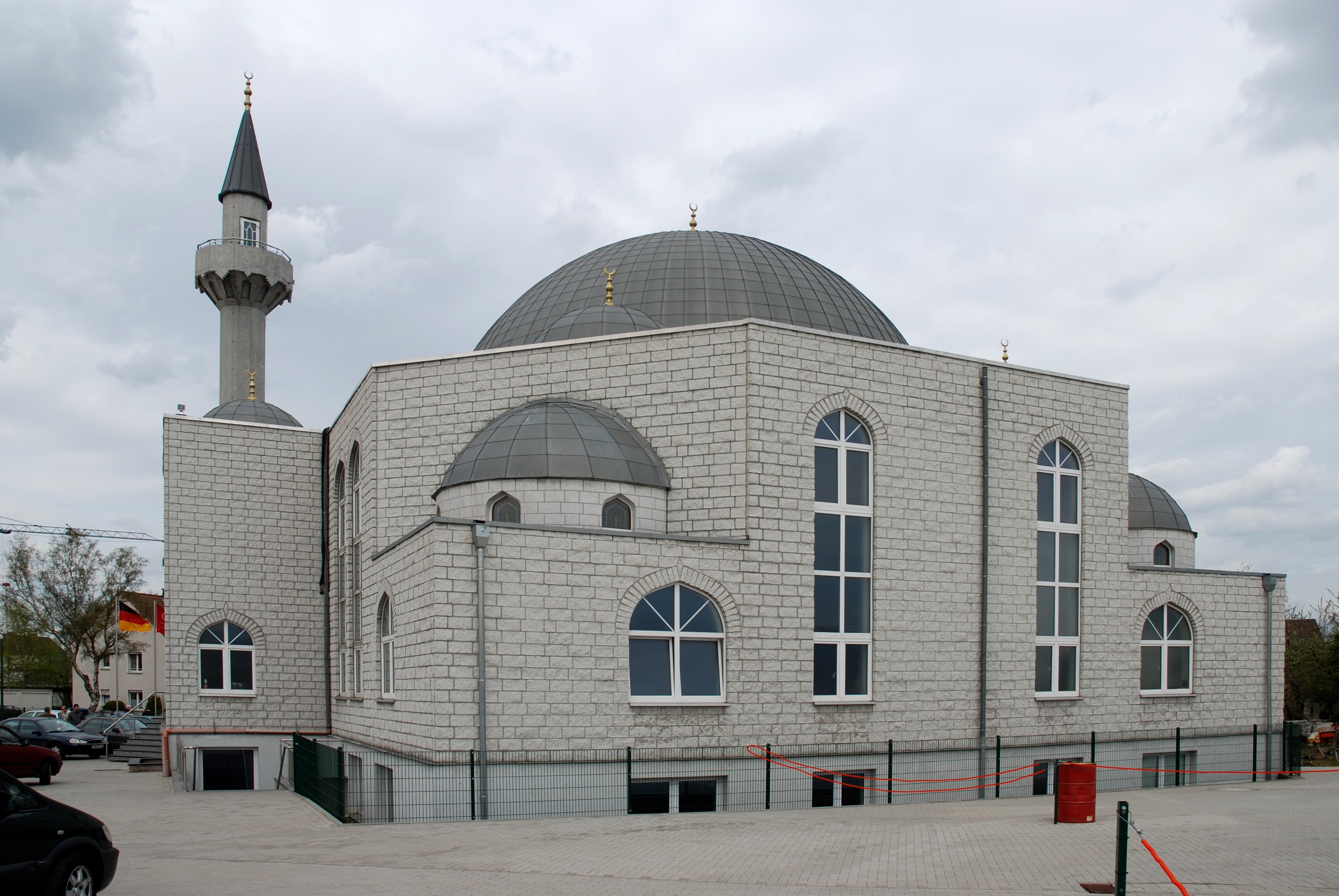
Selimiye-Moschee Lünen

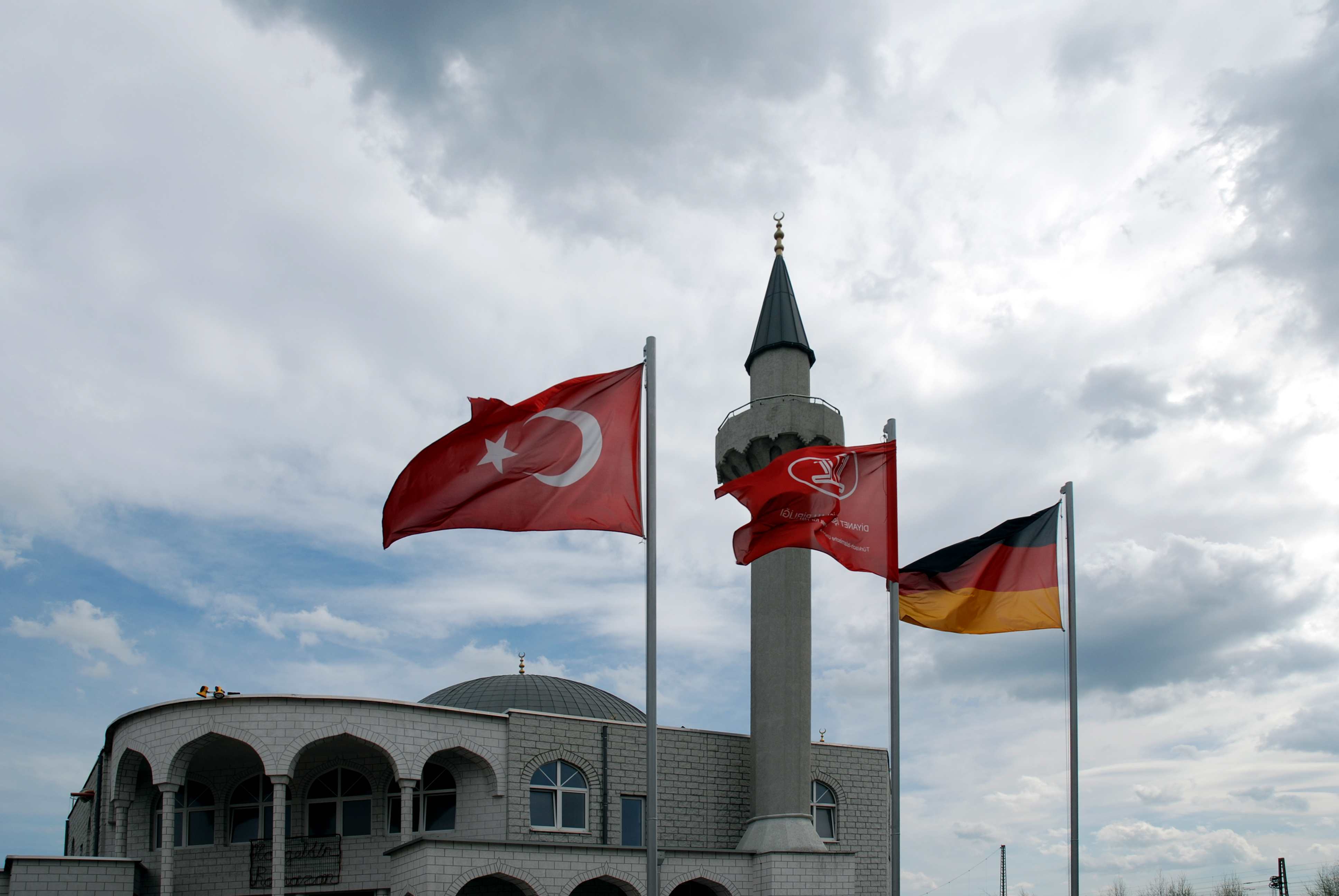
Ansicht von der Roonstraße

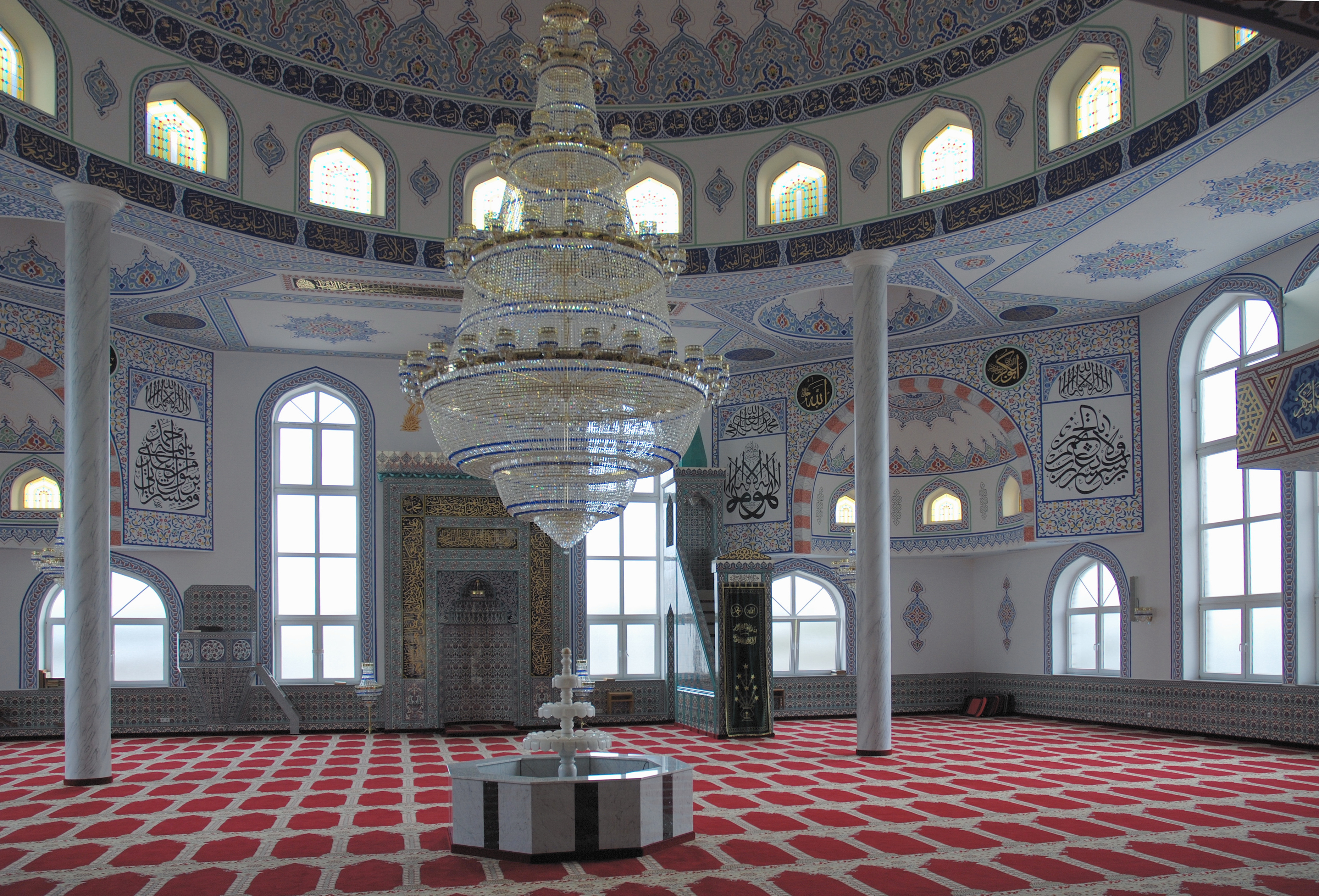
Gebetsraum

Die zur DITIB gehörende und von der „Türkisch Islamischen Gemeinde zu Lünen e.V.“ betriebene Selimiye-Moschee liegt an der Roonstraße in Lünen-Mitte und wurde am 30. März 2008 nach neun Jahren Bauzeit in Anwesenheit der damaligen Landtagspräsidentin Regina van Dinther eröffnet. Zu diesem Zeitpunkt war sie die größte Moschee in Nordrhein-Westfalen. Die Baukosten beliefen sich auf ca. 3 Millionen Euro. 2.400 Quadratmeter Nutzfläche stehen zur Verfügung, davon 640 Quadratmeter Gebetsraum für Männer und Frauen. Es gibt Räume für die Jugendarbeit und für Frauengruppen, eine Teestube und vor der Moschee einen großen Parkplatz.
Die Moschee ist außen in türkisch-islamischer Form mit Minarett gestaltet. Das unverkleidete Baumaterial Beton gibt dem Gebäude ein modern-nüchternes Gesicht. Der Innenraum ist reichhaltig mit Mosaiken und Kalligraphien verziert. Im Zentrum des Innenbereichs unter der Kuppel befindet sich ein Brunnen, darüber ein 450 Kilogramm schwerer Leuchter mit über 100 Lampen. Die Moschee verfügt über einen Frauenbereich auf der Empore. Ein öffentlicher Gebetsruf findet nicht statt. Nach Angaben von moscheesuche.de nehmen ca. 500 Gläubige am Freitagsgebet teil.
Der Bau führte in Lünen zu zum Teil heftigen Auseinandersetzungen. Sofort nach Beginn des Genehmigungsverfahrens kam es zu Konflikten im Stadtteil und darüber hinaus. Eine Unterschriftensammlung gegen den Moscheebau wurde organisiert, die CDU-Fraktion votierte gegen den Bau, während SPD und Bündnis 90/Die Grünen ihn unterstützten. Zum Teil erhielten Befürworter anonyme Drohungen. Nach der Baugenehmigung durch die Stadtverwaltung gingen drei Anwohner beim Verwaltungsgericht gegen die Baugenehmigung vor. Das Verfahren endete mit einem Vergleich: Die Baugenehmigung wurde bestätigt, es wurden aber Auflagen vereinbart, die die Nutzung von Moschee und Parkplatz einschränkten.